# Sycamore (Carolina do Sul)
Sycamore é uma cidade  localizada no estado norte-americano de Carolina do Sul, no Condado de Allendale.

## Demografia
Segundo o censo norte-americano de 2000, a sua população era de 185 habitantes.
Em 2006, foi estimada uma população de 177, um decréscimo de 8 (-4.3%).

## Geografia
De acordo com o United States Census Bureau tem uma área de
8,2 km², dos quais 8,2 km² cobertos por terra e 0,0 km² cobertos por água. Sycamore localiza-se a aproximadamente 45 m acima do nível do mar.

## Localidades na vizinhança
O diagrama seguinte representa as localidades num raio de 16 km ao redor de Sycamore.